# Ekaterina Sergackova
Ekaterina Igorevna Sergackova (in russo Екатери́на И́горевна Серга́цкова?, traslitterazione anglosassone: Kateryna Igorivna Sergatskova; Volgograd, 16 dicembre 1987) è una giornalista e scrittrice russa, che nell'aprile 2015 ha ricevuto la cittadinanza ucraina. Dal 2014 è membro di Hromadske.TV. Da marzo 2017, è co-fondatrice e proprietaria della pubblicazione online Zaborona.com.
Alla fine di luglio 2020, la Sergackova ha lasciato l'Ucraina per uno dei paesi dell'Unione Europea, a causa delle minacce di morte ricevute verso di lei e la sua famiglia, dopo aver pubblicato su "Zaborona" un articolo sui collegamenti tra i rappresentanti dell'organizzazione ucraina StopFake e gruppi neonazisti. StopFake, svolge la funzione di fact-checking per Facebook.

## Biografia
È nata il 16 dicembre 1987 a Volgograd. Nel 2008 si è laureata all'Università statale di Volgograd in giornalismo.
Secondo Human Rights Watch, nel 2015, dopo aver ottenuto la cittadinanza ucraina, Sergackova ha rinunciato alla cittadinanza russa.

### Carriera giornalistica

#### In Russia
Ha lavorato nelle pubblicazioni russe "Moskovskij konsomolec" e "Argumenty i fakty". Nel 2008 è diventata caporedattrice della pubblicazione socio-politica di Volgograd "Chronometr". Successivamente, secondo la Sergackova, sarebbe stato chiuso "sotto la pressione delle autorità russe" perché la pubblicazione sarebbe stata d'opposizione al governo.

#### In Ucraina
Nel 2008 si è trasferita da Volgograd in Crimea, in Ucraina, dove la sua famiglia viveva già all'epoca.
Nel 2010 ha fondato un'"università di strada" a Sinferopoli, con l'obiettivo di formare i giornalisti.
Nel 2012 si è trasferita a Kiev.
Dal 2014 segue eventi sia per le edizioni russa e ucraina della rivista Esquire, per il sito online ucraino di informazione Meduza e per il russo Snob,  per le edizioni ucraine della Pravda (Ukraïns'ka pravda), di The Insider, di Novoe Vremja e di Fokus, per ArtUkraine.
Nel marzo 2014 ha lanciato un video blog in lingua russa sugli eventi in Crimea "Crimea. Così com'è" (in russo Крым. Как есть?) sulla piattaforma Divan.TV. Durante i primi mesi della guerra del Donbass, come giornalista è stata nei territori delle repubbliche popolari ribelli, dando copertura mediatica su entrambi i lati del conflitto. Nel maggio 2015, in un'intervista per "Canale 112", la Sergackova si è schierata contro le autorità ucraine in merito alla guerra, dichiarando che sarebbe stata un fallimento.
Dal 18 ottobre 2014 al giugno 2017, su iniziativa di Natalyja Humenjuk, la Sergackova ha collaborato a un sito web d'informazione in lingua russa lanciato da Hromadske.TV. Dal 2014 è membro di Hromadske.TV e da febbraio fa anche parte del consiglio dell'organizzazione.
Nell'agosto 2017 è stata una delle fondatrici e membro del consiglio d'amministrazione dell'organizzazione "Casa della Libera Russia" (in russo Дом свободной России?), finanziata dalla European Endowment for Democracy e dalla Boris Nemcov Foundation for Freedom, e nata con lo scopo di aiutare i dissidenti russi a ottenere lo status di rifugiato in Ucraina.
Nel marzo 2017 è diventata co-fondatrice e proprietaria della pubblicazione online Zaborona.com.
Alla fine di luglio 2020, la giornalista ha lasciato l'Ucraina per uno dei paesi dell'Unione Europea, a causa delle minacce di morte a carico suo e dei familiari, dopo aver pubblicato su "Zaborona" un articolo sui collegamenti tra i rappresentanti dell'organizzazione StopFake e i neonazisti ucraini. StopFake, la quale svolge la funzione di verifica dei fatti su Facebook, ha negato le accuse e ha denunciato un aumento degli attacchi informatici da parte della Russia verso i membri della sua squadra.

## Inchieste
Il lavoro di Ekaterina Sergackova è stata definita da testate giornalisti filo-governative come una "specialista nello screditare l'Ucraina" e una "quinta colonna". In particolare in Ucraina hanno destato molte critiche i suoi lavori durante la guerra del Donbas come giornalista per Hromadske.ua e, come proprietaria della pubblicazione online "Zaborona", è stata accusata dall'ente ucraino "Independent Media Council" di rilasciare materiale mistificatorio e manipolario.

### Sparatoria a Krasnoarmeysk (2014)
L'11 maggio 2014, il giorno dei Referendum per l'indipendenza del Donbass del 2014, la Sergackova ha riferito di una sparatoria a Krasnoarmeysk tra le unità militari del Ministero degli affari interni Dnipro-1 e i partecipanti a una manifestazione filo-russa che avevano loro bloccato la strada verso l'edificio del consiglio comunale e che avevano attaccato i soldati. Per garantire il passaggio, i soldati avrebbero sparato, uccidendo un manifestante.
Immediatamente dopo il rapporto della Sergackova, è stata accusata di diffondere propaganda russa. La giornalista riferì di aver visto la scena con i propri occhi e di conoscere coloro che avevano sparato. La Sergackova ha girato un video dell'incidente, che è stato diffuso dai media. Oltre a lei, il giornalista russo Timur Olevsky ha scritto dell'incidente. Secondo lui, c'era un video di una dichiarazione di uno degli uomini armati che sosteneva si trattasse effettivamente del Dnipro-1.
Lo stesso giorno, un portavoce del ministero dell'Interno ucraino ha negato la partecipazione all'unità Dnipro-1, affermando che l'unità non si trovava in città e che la sparatoria era indagata come "omicidio premeditato" (articolo 115 del il codice penale). Allo stesso tempo, secondo alcuni media, il battaglione Dnipro-1 è entrato a Krasnoarmeysk il giorno prima e ha occupato il consiglio comunale e il dipartimento di polizia della città. In precedenza, il vice capo dell'amministrazione statale regionale di Dnipropetrovsk Gennady Korban ha affermato che, su richiesta dei residenti locali, il battaglione di volontari del Ministero degli affari interni dell'Ucraina "Dnipro" avrebbe iniziato a pattugliare il territorio di quattro distretti della regione di Donetsk, incluso il Distretto di Krasnoarmeysk.
La Sergackova ha affermato che i rappresentanti del Ministero degli affari interni hanno successivamente riconosciuto privatamente la partecipazione dei militari di Dnipro-1, ma "non potevano parlarne".

### Ex militanti dell'ISIS in Ucraina
Nel 2016 ha pubblicato un'intervista in lingua russa intitolata "La storia di un ex militante dello Stato islamico che vive in Ucraina" su Hromadske.TV con un presunto ex militante dell'ISIS soprannominato Ali. Nel 2017 è diventata una finalista del premio giornalistico "Honour of the Profession" nella nomination "Miglior presentazione di un argomento complesso" per questa inchiesta.
Nel 2017, i media occidentali, riferendosi all'indagine della Sergackova, hanno definito l'Ucraina come un hub "per i militanti dell'Isis in viaggio verso l'Europa". La Sergackova è stata citata dal The Sun e "Sky News". Nel 2017, Kostyuchenko ha definito l'articolo investigativo della Sergackova su Hromadsk.TV "indubbiamente volto a screditare sistematicamente il nostro stato agli occhi degli alleati occidentali e creare un'immagine duratura di" caos sistemico in Ucraina" e lo ha paragonato a una serie di altre accuse sui "terroristi dell'ISIS" in Ucraina che sarebbero apparsi regolarmente sulla stampa russa dalla metà del 2014.
Successivamente, nel dicembre 2020, un altro articolo investigativo intitolato "Jihadists on Vacation" è stato pubblicato su Zaborona.com "Perché l'Ucraina è diventata un rifugio per i militanti dello Stato Islamico". L'organizzazione di fact-checking filo-governativa ucraina Sprotyv.info lo ha definito come un altro tentativo di diffondere, da parte di media russi e ucraini, delle menzogne sui terroristi dello Stato Islamico in Ucraina".

### Accuse a StopFake di connivenza con i neonazisti
All'inizio di luglio 2020, "Zaborona" ha pubblicato un articolo della Sergackova intitolato "Facebook ha bloccato "Zaborona" per aver criticato i neonazisti. Si è scoperto che i fact-checker ucraini sul social network sono loro amici intimi", in cui si accusavano i rappresentanti di StopFake, incluso il giornalista Mark Suprun, di avere legami con gruppi neonazisti, tra cui la band Sokyra Peruna. Pochi giorni dopo la pubblicazione del primo articolo e dopo il clamore causato, la Sergackova ha scritto un altro articolo intitolato "Tutti stanno discutendo dell'articolo di Zaborona su StopFake e l'estrema destra. Rispondiamo alle domande principali". Gli articoli sono stati citati dal The New York Times, The Independent.
In risposta a questo articolo, StopFake ha rilasciato una dichiarazione pubblica affermando che le accuse fossero false e manipolatorie e che fossero parte dell'attacco informativo della Russia al team di progetto e parte di una tendenza di "molestie e intimidazioni ai dipendenti di StopFake da parte dei media filo-russi ." Inoltre, nella sua risposta, il consiglio di sorveglianza di StopFake ha respinto le accuse da parte del giornalista Christopher Miller, citato negli articoli di Zaborona, accusandolo di atteggiamento ostile nei confronti del gruppo e di diffusione di informazioni non confermate.
Successivamente il Ministero degli affari esteri ucraino ha espresso il proprio sostegno all'organizzazione di fact-checking StopFake e si è schierato contro le accuse di "Zaborona" dichiarando che "ci sono tutte le ragioni per parlare degli sforzi sistematici [della Federazione Russa] per minare la fiducia nella nota organizzazione ucraina StopFake".
L'ente filo-governativo "Independent Media Council" ha dichiarato che l'articolo di "Zaborona" violerebbe l'etica giornalistica e che screditava il progetto StopFake fuorviando i lettori sul meccanismo di interazione tra i fact-checkers e Facebook. Allo stesso tempo, Natalia Humeniuk, membro dell'"Independent Media Council", ha affermato che i rappresentanti del progetto StopFake "non hanno risposto né spiegato il loro atteggiamento nei confronti del gruppo neonazista Sokyra Peruna, con il cui leader il capo progetto è amico."

## Minacce di morte e fuga dall'Ucraina
Dopo il rilascio degli articoli sul "caso StopFake" del luglio 2020, la Sergackova ha affermato di essere stata minacciata di morte, quando il giornalista ucraino Roman Skrypin ha commentato i suoi articoli su Facebook, pubblicando una foto della giornalista e di suo figlio, suggerendo che stesse lavorando per l'intelligence russa. Nei commenti a questo post su Facebook si unirono anche altri utenti, che attaccarono a loro volta la giornalista minacciandola di morte, sottolineando che fosse ebrea, e pubblicando sue informazioni personali come l'indirizzo di casa.
Alla fine di luglio 2020, la giornalista ha lasciato l'Ucraina per uno dei paesi dell'Unione Europea, sostenendo di aver ricevuto minacce di morte contro di lei e la sua famiglia.
Un portavoce di Human Rights Watch ha dichiarato che "Il governo ucraino dovrebbe proteggere i giornalisti quando sono minacciati e molestati, anche quando le molestie avvengono online [...] L'Ucraina dovrebbe difendere la libertà di parola e proteggere Sergatskova e altri che sono ripetutamente presi di mira per il giornalismo legittimo". Secondo il giornale filo-governativo ucraino "Tyzhden", l'articolo di "Zaborona" giocherebbe a favore del Cremlino in quanto screditerebbe la prima organizzazione ucraina di fact-checking, che si è unita al team di Facebook, che tuttavia ha dichiarato che non ci sono prove inequivocabili che l'articolo sia stato commissionato dal FSB russo, né ci sono prove che i servizi di intelligence russi avrebbero reclutato la Sergackova.

## Opere
Ekaterina Sergackova è autrice e coautrice di due libri in lingua russa e inglese-ucraina. Nel 2014 ha scritto una cronologia degli eventi di Euromaidan per una pubblicazione bilingue ucraino-inglese chiamata "EUROMAIDAN - History In The Making". Nel marzo 2015 è stato pubblicato il libro in lingua russa (co-autore con Artem Chapay e Vladimir Maksakov) "La guerra in tre lettere".

## Premi
- 2015 - Finalista del premio "Onore della professione" nella nomination "Miglior presentazione di un argomento complesso" per il suo materiale per Ukraïns'ka pravda "Questa è tutta arte popolare": come lo pseudo-referendum in Donbass.[57]
- 2015 - Vincitrice dei Kurt Shork Awards per il suo materiale per Focus ed Esquire.[58][59]
- 2017 - Finalista del premio “Honour of the Profession” nella nomination “Best presentation of a complex topic” per il suo materiale per la pubblicazione Hromadske.TV “La storia di un ex militante dello “Stato Islamico” che vive a Ucraina."[32][33]
- 2017 - Finalista degli FPA Young Journalism Awards.[60]
- 2018 - Vincitrice del premio "Honor of the Profession" nella nomination "Constructive Journalism" per il suo materiale per la pubblicazione "Zaborona.com" "The Future of Donbass".[61]
- 2020 - Finalista del premio "Honor of the Profession" nella nomination "Best Analyst" per il suo materiale per la pubblicazione "Zaborona.com" "Banana Equivalent".[62]